# صفر (امیدیه)
صفر (امیدیه)، روستایی از توابع بخش جایزان شهرستان امیدیه در استان خوزستان ایران است.
'روستای صفر روستایی از توابع بخش جایزان شهرستان امیدیه در استان خوزستان ایران است این روستا قبلا یکی از بزرگترین و تاثیر گذارترین روستاهای شهرستان رامهرمز بوده و در دوره ای که شهرستان رامهرمز فاقد نماینده در مجلس شورای اسلامی بوده با درخواست شهر امیدیه در خصوص تبدیل شدن از شهر به شهرستان به امیدیه پیوست که علی رغم اعتراض اهالی نتیجه ای حاصل نگردید و امروزه مطابق همیشه یکی از بزرگترین و تاثیر گذارترین روستاهای شهرستان امیدیه میباشد به طوری که این روستا پتانسیل های بسیار بالای ورزشی به ویژه در زمینه فوتبال و همچنین اهالی روستا سطح دانش بالایی را دارند به نحوی که می توان گفت دارای بیشترین افراد تحصیل کرده و فرهنگی (معلم و استاد دانشگاه) نسبت به جمعیت خود در بین روستاهای استان خوزستان را دارد .
 
روستای صفر دارای مکانهای مذهبی گردشگری زیارتی و سیاحتی میباشد.
دارای اماکن عمومی و مذهبی
گلزار شهدا
تپه نورالشهدای گمنام 
خانه عالم
حسینیه امین حسنی نژاد
مسجد نو ساز بزرگ روستا
اماکن بهداشتی و دولتی
خانه بهداشت و دهیاری و مخابرات
مدارس دولتی دبستان و راهنمایی و دبیرستان دخترانه و پسرانه 
اماکن خصوصی
نانوایی (نان لواش)
مرغداری
فروشگاهای مواد غدایی 
و امکانات رفاهی و تفریحی دیگر همانند 
پارک کودکان و نوجوانان ، بیشه زار و مرغزار ، سد خاکی روستا ، ورزشگاه فوتبال چمن طبیعی ، ورزشگاه فوتسال چمن مصنوعی که به شهرت روستا افزوده است.

## جمعیت
این روستا در دهستان جایزان قرار دارد و براساس سرشماری مرکز آمار ایران در سال ۱۳۸۵، جمعیت آن ۱٬۱۰۳ نفر (۲۳۴خانوار) بوده‌است.